# Zenodot (filozof)
Zenodot (gr. Ζηνόδοτος) – bizantyński filozof neoplatoński z V wieku. Uczeń Proklosa, nauczyciel Damascjusza.
Zachowała się tylko jedna wzmianka o Zenodocie w Bibliotece bizantyńskiego uczonego Focjusza (z IX wieku). Focjusz przytacza w niej fragment biografii  neoplatońskiego filozofa Izydora, którą napisał jego uczeń i przyjaciel Damascjusz w latach 517-526. Według niego Zenodot był przedstawicielem neoplatońskiej szkoły filozoficznej w Atenach, następczyni i kontynuatorki Akademii Platońskiej. Zenodot uczył się u słynnego filozofa Proklosa, który prowadził szkołę aż do śmierci w 485 roku. Focjusz (lub Damascjusz) przekazał, że Proklos miał wielkie nadzieje co do Zenodota. Następcą Proklosa na stanowisku kierownika szkoły nie został jednak Zenodot ale Marinos z Neapolis. Kiedy Damascjusz przybył do Aten podjął naukę u Zenodota, który w odróżnieniu od Marina który miał skłonności matematyczne i naukowe, wykładał filozofię. Focjusz twierdzi, że Zenodot również został kierownikiem szkoły, jako kolega i zastępca Marinosa lub jego następca (sformułowanie jest niejasne). Według współczesnej hipotezy, Zenodot został kierownikiem szkoły, jako następca Izydora, a poprzednik Damascjusza, ostatniego szefa szkoły. Hipoteza ta nie ma jednak żadnych dowodów na swoje poparcie.